# Сирмапоси (Красноармейский район)
Сирмапо́си (чув. Çырмапуç) — деревня в Красноармейском муниципальном округе (до 2021 года — Красноармейский район) Чувашской Республики, входит в состав Караевского сельского поселения.

## География
Расстояние до столицы республики, города Чебоксары, составляет 57 км, до центра муниципального округа, села Красноармейское, — 9 км, до железнодорожной станции — 21 км. 
Часовой пояс
Деревня Сирмапоси, как и вся Чувашская Республика, находится в часовой зоне МСК (московское время). Смещение применяемого времени относительно UTC составляет +3:00.
Административно-территориальная принадлежность
В составе: Асакасинской волости Ядринского уезда (до 1 октября 1927 года), Аликовского (До 1 марта 1935 года), Траковского (до 16 августа 1940 года), Красноармейского (до 20 декабря 1982 года), Цивильского районов, с 3 ноября 1965 года — вновь в составе Красноармейского района:234. 

Сельские советы: Караевский (с 1 октября 1927 года), Сирмапосинский (с 1 октября 1928 года), Караевский (с 4 января 1929 года):234.

## История
Деревня появилась в XIX — начале XX века как околоток села Караево. Жители — до 1866 года государственные крестьяне; занимались земледелием, животноводством, рогожно-кулеткацким, сапожно-башмачным и портняжным промыслами. С 1884 года функционировала школа грамоты. В 1930 году образован колхоз «Красная звезда». 

По состоянию на 1 мая 1981 года населённые пункты Караевского сельского совета (в том числе деревня Сирмапоси) — в составе колхоза «Россия»:91.

## Название
- В переводе с чувашского «Верховье ручья»[7].
- От чув. ҫырма «овраг», пуҫ/пуҫӗ «начало, голова»[8].

Прежние названия
Сирма Пось (1897), Сирма-пось (1907).

## Население
| 2010 | 2012 |
| ---- | ---- |
| 190  | ↗225 |

Согласно переписи населения 1897 года в деревне Сирма Пось Асакасинской волости Ядринского уезда проживали 502 человека, чуваши.

В 1907 году население деревни Сирма-пось Асакасинской волости Ядринского уезда составляло 561 человек, чуваши.

По данным Всероссийской переписи населения 2002 года в деревне Сирмапоси Караевского сельского совета проживали 258 человек, преобладающая национальность — чуваши (97%).

## Инфраструктура
Функционируют ООО «Караево», ООО «Крина» (по состоянию на 2010 год). Имеются клуб, магазин.

## Уроженцы
- Егоров Валерий Григорьевич (род. 1951, Сирмапоси, Красноармейский район) — инженер-землеустроитель, государственный деятель, государственный советник Российской Федерации 3-го класса. С февраля 1998 года по март 2001 года — председатель Госкомзема Чувашской Республики. С марта 2001 года — руководитель Комитета по земельным ресурсам и землеустройству по Чувашской Республике, с сентября 2004 года — руководитель Управления федерального агентства кадастра объектов недвижимости по Чувашской Республике. Заслуженный землеустроитель Чувашской Республики (1997)[13].
- Егоров Николай Григорьевич (род. 1946, Сирмапоси, Красноармейский район) — живописец, педагог, член Союза художников России (1986). Заслуженный художник Чувашской Республики (2002), народный художник Чувашской Республики (2017).

## Прочее
В 1,6 км к востоку от деревни, в лесном массиве, в 34-м квартале Сорминского лесничества располагался Сирмапосинский курган — археологический памятник хуласючского этапа балановской культуры эпохи бронзы.   В 1988 году отрядом Чувашской археологической экспедиции под руководством Б.В. Каховского проведены археологические раскопки.  